# José Niebla García
José Niebla García (Ferrol, hacia 1902 - Vigo, 11 de abril de 1937) fue asesinado durante la Guerra Civil Española.

## Trayectoria
Trabajó como fogonero en una draga en el puerto de Vigo. Era vecino de Toural, Teis, y estaba casado con Ángela Iglesias Rebollar, con quien tuvo dos hijos, José y Eliseo.
El matrimonio formaba una familia evangélica y fueron acusados de acoger a quienes huían del régimen. El 11 de abril de 1937 asaltaron y saquearon su casa de Toural, Teis, quemando sus bienes y confiscándose una máquina de coser. Los niños fueron separados de la pareja, a quienes hicieron marchar hasta la cima del Monte da Guía, donde les dispararon por la espalda.